# Umán
Umán est une ville dans l'État de Yucatán (sud du Mexique. En 2020, Umán comptait 56 409 habitants.